# 벽병
벽병(辟兵, ? ~ ?)은 전한 중기의 관료이다. ‘벽병’은 이름자로, 성씨는 알 수 없다.

## 생애
본시 2년(기원전 72년), 집금오에 임명되었다.

## 출전
- 반고, 《한서》 권19하 백관공경표 下

| 전임 연수 | 전한의 집금오 기원전 72년 ~ 기원전 69년 | 후임 질원 |